# 小行星8353
小行星8353（英語：8353 Megryan）是一颗围绕太阳公转的小行星。1989年4月3日，艾瑞克·怀特·埃尔斯特在拉西拉天文台发现了此天体。
这颗小行星的绝对星等为327.441372867857等。